# 八路军驻沪办事处（兼新四军驻沪办事处）旧址
八路军驻沪办事处旧址是中国上海的一处遗址纪念地，位于静安区南京西路街道延安中路504弄21号。延安中路504弄原名多福里，新式石库门里弄住宅，地处上海公共租界西区，福煦路（延安中路）北侧，同孚路（石门一路）以东，弄口对面即上海法租界。
1937年8月，淞沪会战期间，第二次国共合作开始，八路军在此设立驻沪办事处。主任潘汉年。11月，日军占领上海华界，办事处迁到法租界萨坡赛路（今淡水路）。
1962年和1977年，八路军驻沪办事处旧址公布为第一批上海市文物保护单位。